# Beenakia subglobospora
Beenakia subglobospora är en svampart som beskrevs av Núñez & Ryvarden 1994. Beenakia subglobospora ingår i släktet Beenakia och familjen Clavariadelphaceae.   Inga underarter finns listade i Catalogue of Life.